# Rubus hochstetterorum
Rubus hochstetterorum é uma espécie de planta endémica do arquipélago dos Açores, onde surge em todas as ilhas à exceção da Graciosa. É conhecida neste arquipélago pelo nome comum de silvado-manso ou silva-mansa. É um género botânico pertencente à família Rosaceae.